# Cyprès du Tassili
Cupressus dupreziana
Pour les articles homonymes, voir Cyprès (homonymie).
Espèce
Classification phylogénétique
Statut de conservation UICN

 EN A2acd; B2ab(iii) : En danger
Le cyprès du Tassili dit aussi cyprès de Duprez ou localement tarout en tamahaq (Cupressus dupreziana A. Camus, 1926), est un arbre de la famille des Cupressacées, originaire du Sahara.
Cet arbre est considéré comme une espèce en danger de disparition et figure dans la liste rouge de l'UICN.
Il doit son nom au capitaine Duprez, officier commandant la compagnie saharienne des Ajjer.

## Distribution
Cet arbre est endémique du massif montagneux du Tassili n'Ajjer, dans le centre du Sahara et dans le sud-est du territoire algérien. Il y forme un peuplement unique et isolé, à des centaines de kilomètres de tout autre arbre (de même genre).
Il n'y avait en 2001 que 233 spécimens de cette espèce très menacée, le plus grand ayant plus de 20 mètres de haut et 12 m de circonférence.
On dit que la majorité de ces arbres sont très anciens, on estime qu'ils ont plus de 2000 ans, et il y a très peu de régénération du fait de la désertification croissante du Sahara. La pluviométrie totale dans cette région est d'environ 30 mm par an. En 1998, des agents du Parc National du Tassili ont trouvé au Tassili même, deux jeunes arbres issus de germination spontanée.

## Description
Cette espèce se distingue de Cupressus sempervirens (le Cyprès commun) par la couleur de son feuillage, plus bleu, avec une tache blanche de résine sur chaque feuille, et les rameaux plus courts, souvent aplatis dans un seul plan. Elle porte également des cônes plus petits, de 1,5 à 2,5 cm de long. Le Cyprès du Maroc (Cupressus atlantica) est plus ressemblant [un auteur est allé jusqu'à considérer celui-ci comme une variété (Cupressus dupreziana var. atlantica) du cyprès du Tassili !].
Résultat probable de son isolement et de son faible effectif, le cyprès du Tassili a évolué vers un système de reproduction unique d'apomixie mâle dans lequel la graine se développe entièrement à partir du contenu génétique du pollen. Il n'y a aucun apport génétique de la part du « parent » femelle, qui ne fournit que les substances nutritives. (Pichot et al., 2000). Le Cyprès du Maroc ne partage pas cette caractéristique.

## Utilisation
Le cyprès du Tassili est parfois cultivé dans les régions occidentales et méridionales de l'Europe, en partie dans un but de conservation génétique ex situ, mais aussi comme arbre ornemental.
C'est une des « quatre espèces [qui] ont finalement été retenues à l’issue de 25 ans des recherches » pour replanter l’Estérel.

## Classification
Le cyprès du Tassili est reconnu comme une espèce distincte : Cupressus dupreziana A. Camus, 1926 (≡ Cupressus lereddei H. Gaussen,1950).
Ceci bien qu'un article l'ait traité comme une variété du Cupressus sempervirens : C. sempervirens var. dupreziana (A.Camus) Silba [Cf. J. Silba, Phytologia, 49, 4 : 398, 1981]. Un autre article a aussi suggéré qu'il puisse être placé dans un genre séparé à espèce unique : Tassilicyparis dupreziana (A.Camus) A.V. Bobrov & Melikyan [ Cf. A.V. Bobrov & A.P. Melikyan, Komarovia, 4 : 72, 2006 ], mais ce genre nouvellement créé n'est pas reconnu.